# Волоські статути
Волоські статути (лат. Statuta Valachorum, сербохорв. Vlaški statut(i)) — декрет правителя Габсбурзької монархії Фердинанда II, виданий 5 жовтня 1630. Визначав права «влахів» (термін, що використовувався для громади переважно православних біженців, здебільшого сербів [a], а також волохів і носіїв інших мов) на Військовому порубіжжі таким чином, що ставив їх під безпосереднє управління Відня, усуваючи юрисдикцію парламенту Хорватії. Був одним із трьох головних законів, запроваджених на початку XVII століття щодо оподаткування та спадкового права забудови, поряд із ранішим указом імператора Рудольфа II від 1608 року та указом Фердинанда від 1627 року.
Важливість статуту вбачається в тому, що він був першим публічно-правовим документом щодо прав громадян у межах Військової границі. Ця передача прав сербам зробила їх цінними союзниками габсбурзької влади проти католицької хорватської знаті. Воїнська традиція хорватських сербів, яка включає несення служби на користь монархії Габсбургів та Волоські статути, залишається до сьогодні важливою частиною самоусвідомлення цієї спільноти.

## Історія
1629 року Хорватський сабор ухвалив «власький закон», покликаний заспокоїти влахів, які бунтували і відмовлялися платити данину хорватській знаті та шантажували її шляхом переходу на османську сторону. На заклик командування Військової границі та православної церкви вони відкинули цей закон і зажадали підтвердження королівських привілеїв 1627 року.
1630 року, незважаючи на рішення хорватського парламенту, Фердинанд II видав «волоські статути», згідно з якими влахи, що оселились у Крижевецькому, Копривницькому та Іваницькому капітанствах, зберігали свої привілеї, які вони мали в Османській імперії. Документ регулював відносини між влахами та їх військовим начальством, а також внутрішнє самоврядуванням влаських громад (селом керував виборний князь, кожне капітанство мало виборного великого суддю з 8 помічниками). Влахи отримали право на вільну торгівлю з зобов'язанням поважати звичаї Королівства Хорватія та королівські укази. Крім того, вони зобов'язані були брати участь у будівництві оборонних споруд, а в разі небезпеки всі військові старші за 18 років підлягали призову на військову службу. Волоські статути були офіційно скасовані 1737 року через оприлюднення нових статутів, але процес скасування самоврядування влаських громад розпочався скасуванням права обирати великого суддю у 1666 році після бунту великого судді Крижевецького капітанства С. Осмокруховича.
У парі з указом Фердинанда II про набрання чинності Волоських статутів проводилося розмежування та визначення території Вараждинського генералату. 1578 року було встановлено тільки перелік укріплень, які підпорядковувалися Вараждинському генералату, але подальших заходів вжито не було.
Волоські статути призначалися лише для влахів Вараждинського генералату, тобто тієї частини Військової границі, що між Дравою та Савою, але згодом вони поширилися і на всіх інших влахів. Мета Волоських статутів полягала в тому, щоб передати влахів під контроль монарха, залишаючи при цьому видимість автономії, хоча колишнє влаське самоврядування фактично скорочувалося. Цього разу Фердинанд також не хотів торкатися питання земельних відносин, щоб не надто ображати хорватську знать. Цю проблему буде розв'язано тільки у XVIII сторіччі, коли всі угіддя Військової границі були просто відібрані у дворянства та проголошені імператорським леном. Без правової підстави Військову границю за правління Фердинанда III було відібрано у Хорватії і передано під владу монарха.

## Виноски
1. ^ Назвою «влахи» позначали тих слов'ян, які своїм (пастушим) способом життя уподібнювалися до романців (волохи); її використовували для сербів, які заселили Військову границю.[9][10][11][12] Хорватська націоналістична історіографія (включаючи усташівську пропаганду[13]) обстоювала думку, що ті поселенці були не сербами, а саме влахами і що серби в Хорватії — це не серби.[12] Попри те, що всі південнослов'янські етнічні групи містили якийсь романський елемент, немає ніяких доказів, що всі або більшість сербів Хорватії власького походження.[13] Ще одна назва на позначення цих сербів — расці.